# 32078 Jamesavoldelli
32078 Jamesavoldelli è un asteroide della fascia principale. Scoperto nel 2000, presenta un'orbita caratterizzata da un semiasse maggiore pari a 2,2778224 UA e da un'eccentricità di 0,0787090, inclinata di 4,91222° rispetto all'eclittica.